# Anko
Para el emperador japonés del siglo V véase Emperador Ankō
Para el personaje del anime y manga, véase Anko Mitarashi

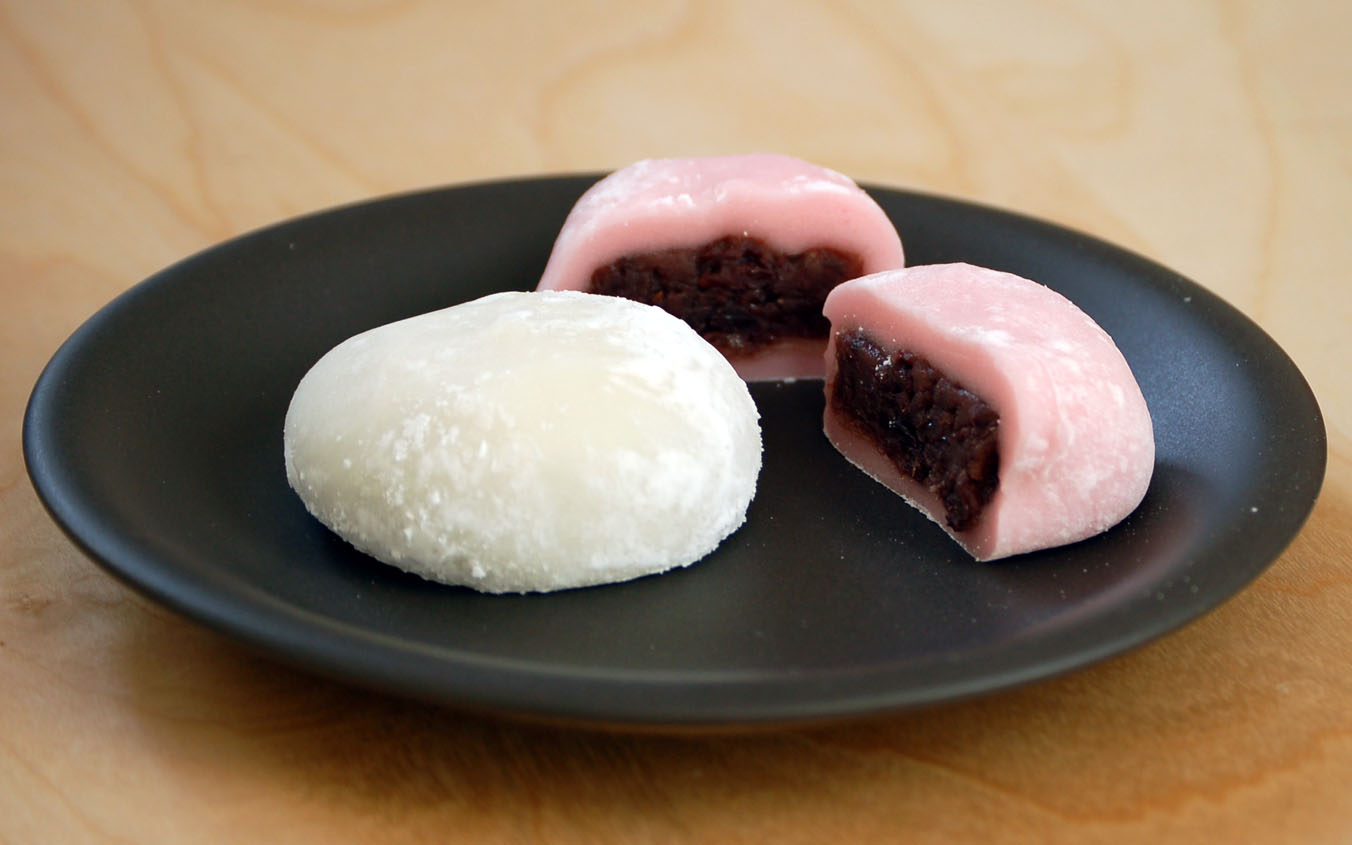
Daifuku relleno de anko.

El anko, pasta de judías dulces o pasta de judías rojas, es una pasta hecha con judías azuki muy usada en el Lejano Oriente, sobre todo en Japón, Corea y China. Es una pasta dulce que se usa principalmente en la repostería.
- Chino mandarín: 红豆沙 pinyin: hóngdòushā, Hokkien: taosa.
- Coreano: 팥소, patso.
- Japonés: an (餡?), anko (餡子?).

Es un ingrediente de la Gastronomía de China y de Japón donde además es usado para distintos tipos de dulces y postres. Se elabora hidratando las semillas de adzuki, hirviéndolas, luego se aplastan o se muelen y se les agrega azúcar. 

## Variedades
El anko japonés se clasifica según su consistencia. Los tipos más comunes son:

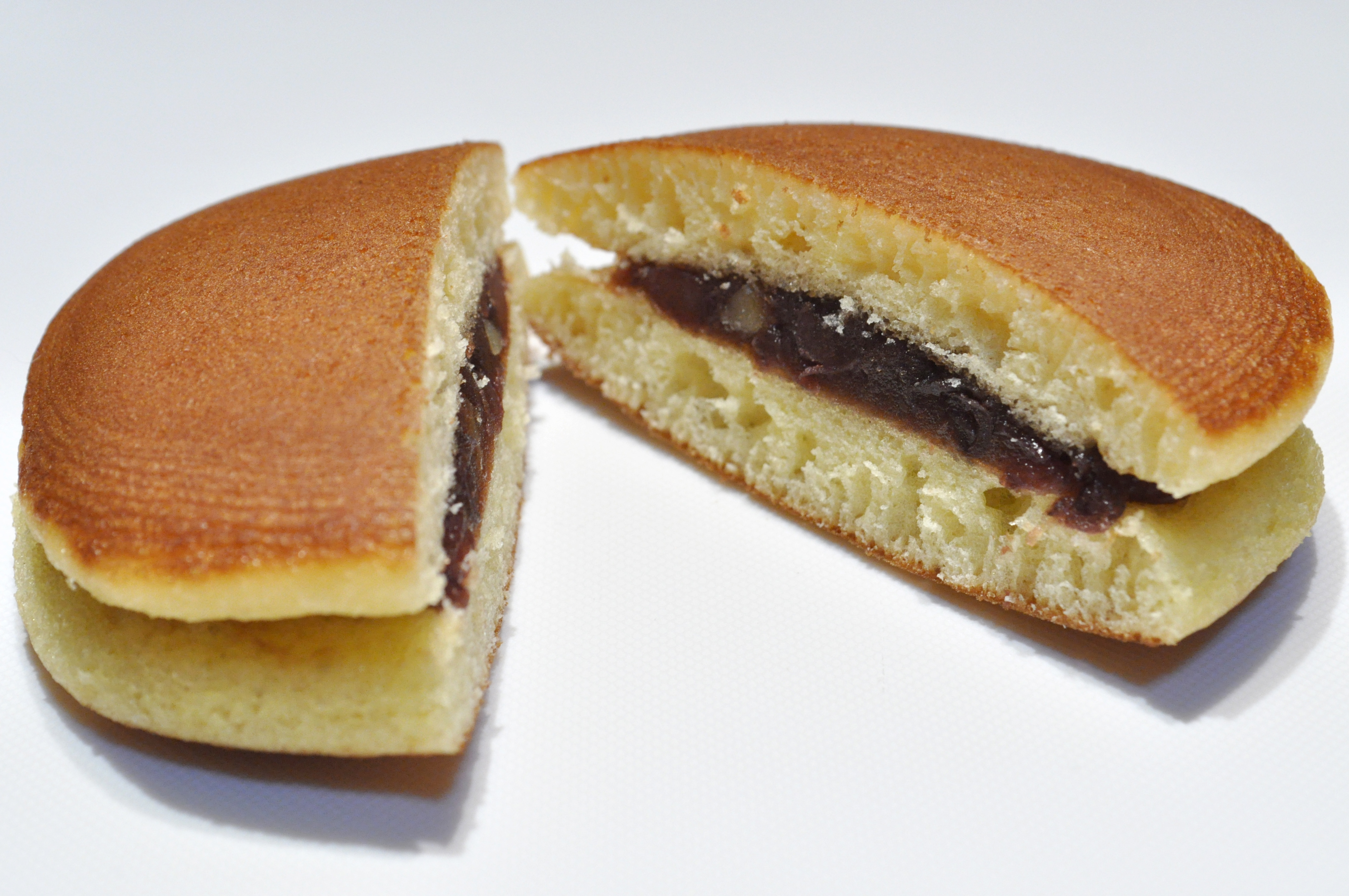
Dorayaki relleno de anko.

- Tsubuan (粒餡), solo hirviendo las judías y luego agregando el azúcar
- Tsubushian (潰し餡), los porotos se muelen luego de hervirse
- Koshian (漉し餡), los porotos se pasan por un colador para quitar la piel; el tipo más común
- Sarashian (晒し餡), dulce seco al que se volvió a agregar agua
- Ogura-an (小倉あん) mitad porotos enteros y mitad molidos sin piel

## El anko en la cocina japonesa
- Anmitsu (anko y gelatina)
- Imagawayaki (es una masa que se cocina en sartén y se rellena con anko)
- Anpan (Pan relleno de anko)
- Daifuku (mochi relleno de anko) si tiene una frutilla se llama ichigo daifuku mochi
- Dorayaki (Bollo relleno de anko)
- Manjū
- Botamochi (dulce de arroz mochi y koshihikari que se cubre o rellena con anko, tiene un nombre para cada estación)
- Oshiruko or Ozenzai (sopa de judías rojas)
- Taiyaki (Gofre con forma de pez relleno con variedad de gustos entre ellos anko)
- Uirō (Un pastel tradicional japonés)
- Yōkan (Gelatina de judía roja)
- Helado de Anko
- Andonatsu (una especie de berlinesas japonesas rellenas de anko)
- Mamadoru (pan de manteca relleno de anko)
- Kintsuba (Anko envuelto en masa fina de trigo)

## El anko en la cocina china
- Sopa de judías rojas
- Tangyuan
- Zongzi
- Pastel de luna o mooncake
- Baozi (Doushabao)
- pastel de judías rojas
- Panqueque con pasta de judías rojas